# 難燃剤
難燃剤（なんねんざい、英語 : flame retardant）とは、プラスチック・ゴム・繊維・紙・木材などの可燃性の素材に添加してそれらを燃えにくくし、あるいは炎が広がらないようにする薬剤。主にハロゲン化合物が用いられる。

## 用途
家電製品を初めとする電気製品や建材、家庭用品として用いられる素材には、使用環境によって、火災の原因となったり、延焼を助長するものがあり、安全な生活をおくるためには、これを燃えにくくし、かつ健康を害することがないよう、煙や有害物質が出にくくすることが不可欠である。これらの要求に応えるために用いられる薬剤を、総称して難燃剤という。
プラスチックやゴムなどには主に素材に練り込む方式、繊維や紙には素材の表面に塗布する方式を用いることが多い。
たとえ難燃剤を加えていても、まったく燃えないというのはむしろ特殊な例で、一般的な効果としては、炎を近づけて高温にすると一時的に燃える（着火）ものの、炎が離れると燃え広がらずにくすぶって消える（自己消火性）。
単独では難燃性の賦与効果は低いが、他の難燃剤（おもにハロゲン化合物）と共に用いて主となる難燃剤の効果を高める作用がある薬剤を区別して難燃助剤と呼ぶこともある。

## 原理
高分子有機材料の燃焼は以下のサイクルである。難燃剤は、このサイクルの1つ以上に作用する。
1. 可燃性ガスの燃焼：可燃性ガス、酸素の補給
2. 燃焼による輻射熱の発生：有機材料表面の温度上昇
3. 有機材料中への熱伝導：有機材料の温度上昇
4. 有機材料の熱分解：可燃性ガスの発生
5. 可燃性ガスの材料表面への拡散：有機材料中の拡散
6. 可燃性ガスの燃焼場への拡散：気相中の拡散

1 - 6 のサイクルのように燃焼が継続する。

## 種類
現在、主に主成分によって次のようなタイプのものが使用されている。また、異なる種類の化合物を複数配合して効果を高めた製品も開発、販売されている。

### 有機系難燃剤

#### 臭素化合物
臭素系難燃剤（Brominated Flame Retardants；BFRs） は、最も古くから使用されている難燃剤の一つであり，また難燃剤の中では最も難燃効率の高いものとして知られている。臭素系難燃剤は有害性が判明している。
テトラブロモビスフェノールA（TBBPA）、エチレンビステトラボロモフタルイミド（EBTBPI）、ビス（ペンタブロモフェニル）エタン（BPBPE）、デカブロモジフェニルエーテル（DBDPE、DBDPO）、ヘキサブロモベンゼンなど。
2007年のRoHS規制により、ポリ臭化ビフェニル（PBB）、ペンタブロモジフェニルエーテル（pentaBDE）、オクタブロモジフェニルエーテル（octaBDE)が使用禁止になり、ヘキサブロモシクロドデカン(HBCD)も規制処置が執られている。

#### リン化合物
リン酸トリフェニルなどの芳香族のリン酸エステル、赤リンなど。ハロゲンを含むリン酸エステルも用いられる。
{\displaystyle {\ce {H3PO4 -> HPO2 + PO + etc}}}
{\displaystyle {\ce {H + PO -> HPO}}}
{\displaystyle {\ce {H + HPO -> H2 + PO}}}
{\displaystyle {\ce {\cdot {OH}+PO->{HPO}+O}}}

#### 塩素化合物
塩素化パラフィンなど。かつてはポリ塩化ビフェニル (PCB) も用いられたが、毒性や発癌性が高いため、使われなくなった。

### 無機系難燃剤
アンチモン化合物
臭素化合物など、ハロゲン化合物の難燃性を高める助剤として、三酸化アンチモン、五酸化アンチモンが用いられる。三酸化アンチモンは合成樹脂、合成ゴムにハロゲン化合物と共に練り込んで添加される。五酸化アンチモンは繊維、紙へ塗布し、防炎性を与えるのにも用いられる。
金属水酸化物
水酸化アルミニウム、水酸化マグネシウムなど。
{\displaystyle {\ce {2Al(OH)3 -> Al2O3 + H2O}}}
{\displaystyle {\ce {Mg(OH)2 -> MgO + H2O}}}
窒素化合物
メラミンシアヌレートなど。
ホウ素化合物
ベストボロン、ソウファなど。
上記のほか、作用の面から添加型難燃剤と反応型難燃剤に分けて呼ばれることもある。

## 製造者

### 日本
- ADEKA - 縮合型リン酸エステルなどのリン系難燃剤「アデカスタブ FP」シリーズを製造。
- SOUFA - ホウ酸を主原料とするホウ素系難燃剤「BestBoron(ベストボロン)」を製造。
- 味の素ファインテクノ - リン酸エステル系難燃剤「レオフォス」、難燃性作動油「レオルーブ」を製造。
- 高圧ガス工業- 重合型リン系難燃剤「VHPシリーズ」を製造。
- 阪本薬品工業 - 臭素化エポキシ系難燃剤「SR-Tシリーズ」を製造。
- 鈴裕化学 - 三酸化アンチモン「ファイアカット AT-3」、臭素系、水酸化マグネシウム系、膨張黒鉛などの難燃剤、難燃マスターバッチ「ヒロマスター」を製造。
- 第一工業製薬 - 臭素系難燃剤の「ピロガード」を製造。
- 大八化学工業 - 芳香族リン酸エステル、芳香族縮合リン酸エステル及びそのハロゲン複合物、特殊リン酸エステル系「ダイガード」などの難燃剤を製造。
- 帝人 - テトラブロモビスフェノールAを主体とする臭素系難燃剤「ファイヤガード」を製造。
- 東ソー - 臭素系および膨張黒鉛難燃剤「フレームカット」を製造。
- 日産化学 - メラミンシアヌレートなどの窒素系難燃剤及び難燃助剤の五酸化アンチモンを製造。
- 日宝化学 - ヘキサブロモベンゼンなどの臭素系難燃剤を製造。
- 日本化学工業 - 赤リン系難燃剤「ヒシガード」、有機リン系難燃剤を製造。
- 日本精鉱 - 難燃助剤の三酸化アンチモン、アンチモン酸ナトリウム、複合難燃剤を製造。
- マナック - 臭素系難燃剤、臭素化ポリスチレン「プラセフティー」を製造。
- 丸菱油化工業 - リン・チッソ系、臭素・アンチモン系などの難燃剤「ノンネン」を製造。
- 燐化学工業 - 赤リン系難燃剤「ノーバレット」、「ノーバクセル」、「ノーバクエル」、「ノーバゾール」を製造。

### 海外
- アルベマール(Albemarle Corporation) - アメリカ合衆国フロリダ州に本部を持ち、TBBPA、DBDPOなどの臭素系、リン系、金属水和物、リン‐窒素系、塩素‐リン系難燃剤を製造、販売。
- ケムチュラ(Chemtura Corporation) - アメリカ合衆国ペンシルバニア州に本部を持ち、臭素系難燃剤を製造。
- ICL (化学)（英語版） (ICL Industrial Products) - イスラエルに本社を置き、臭素系難燃剤、臭素化合物を製造。